# Црква Светог Трифуна у Клинцима
Црква Светог Трифуна у Клинцима је српски православни храм из 16—18. вијека и припада Митрополији црногорско-приморској.
То је једна од пет православих црквава у Клинцима и посвећена је Светом Трифуну. Остале четири су посвећене Светом Сави, Светом Пантелејмону, архангелу Михаилу и Преподобном Харитону. По пароху луштичком Николи Урдешићу, и црква Светог Харитона спада у Забрђе, а не у село Клинци, па у том случају Клинци имају четири цркве (туристичка мапа 89 цркава у општини Херцег Нови, цркву Св. Харитона смјешта у Клинце). Назив мјеста Клинци је у вези са презименом Клинчићи из 14. вијека, из доба краља Твртка. Храм је грађен од камена. У црквеном дворишту је гробље. На јужном зиду храма нема прозора, а на сјеверном је један прозор, кроз који се виде остаци живописа на јужном зиду. Изнад врата је звоник на преслицу са једним звоном. Из дворишта цркве се види Превлака. То је једна од двије црква на Луштици посвећене Светом Трифуну, а друга је римокатоличка. Неке сцене комедије Игла испод прага из 2016. године су снимане и код ове цркве.

## Галерија
- Поглед на Превлаку испред црквеног дворишта
- Поглед на Превлаку испред црквеног дворишта
- Остаци живописа на јужном зиду цркве
- Дио порте-гробља, са погледом на дио Боке которске
- Дио порте-гробља, са погледом на Превлаку
- Дио порте-гробља, са погледом на Превлаку
- Један од старих гробова Калуђеровића
- Један од старих гробова Калуђеровића
- Уз црквену ограду су камене клупе
- Капија дворишта цркве са погледом на Превлаку
- Прилаз цркви са главног пута